# Distretto di Sayghan
Sayghan (o Saighan) è un distretto della provincia di Bamiyan in Afghanistan. Al 2003 contava una popolazione di 23.215 abitanti.
Venne creato nel 2005 da una parte del distretto di Kahmard; fino al 2004 apparteneva alla Provincia di Baghlan.
La città più popolosa è Sayghan, centro amministrativo. Il distretto ha un'area di 1.741 km2.
Nel distretto vi sono sessantadue villaggi. I tagiki costituiscono il 70% della popolazione, il 27% è di etnia Hazara, mentre il 3% da altri gruppi minori.

## Economia
Nel distretto vi sono depositi di carbone, non ancora pienamente sfruttati.
La principale attività economica è l'agricoltura; vengono allevati ovini, asini e capre e coltivati patate e orzo..